# متنزه شاكوجي

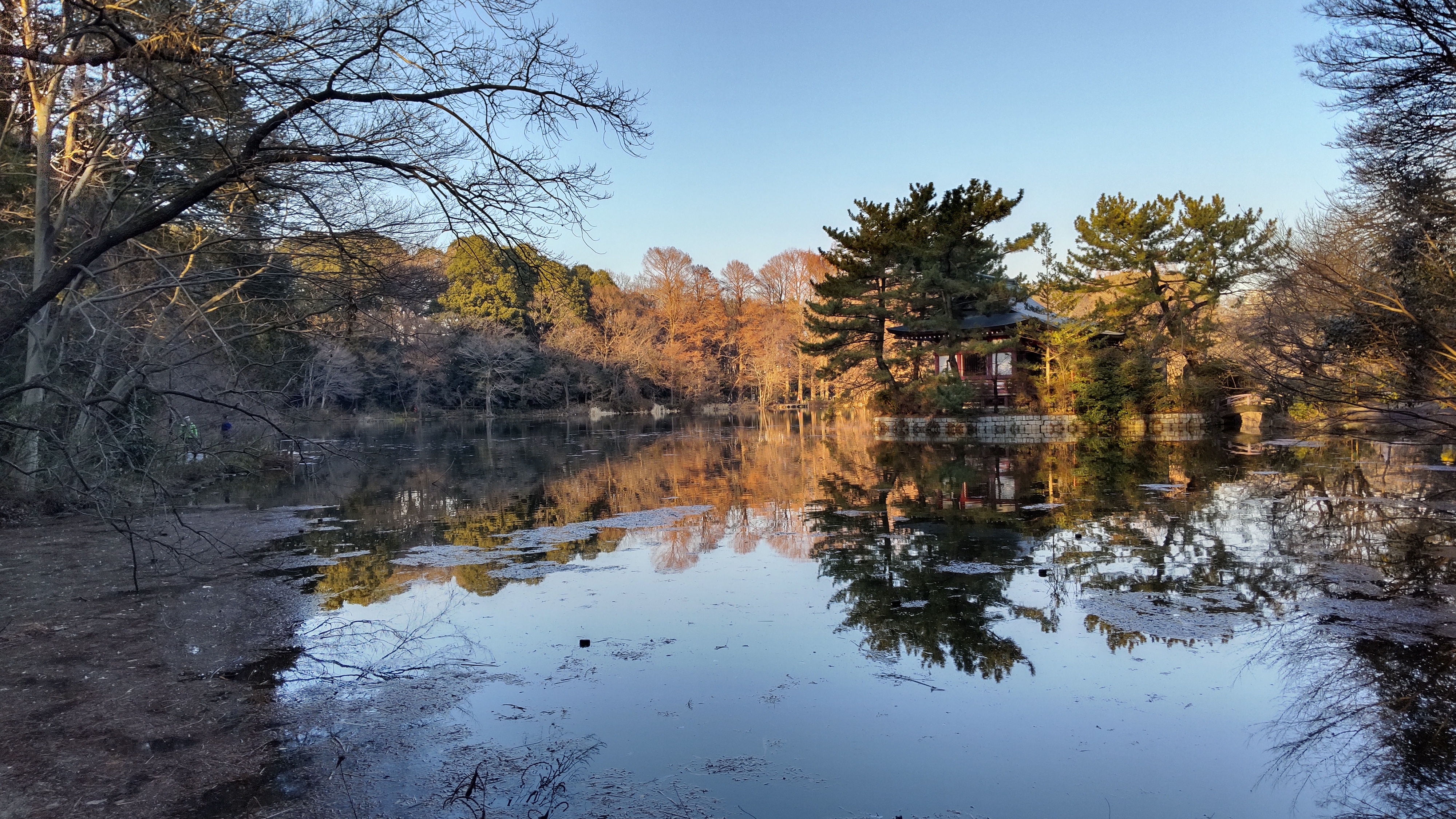
بركة سانبوجي

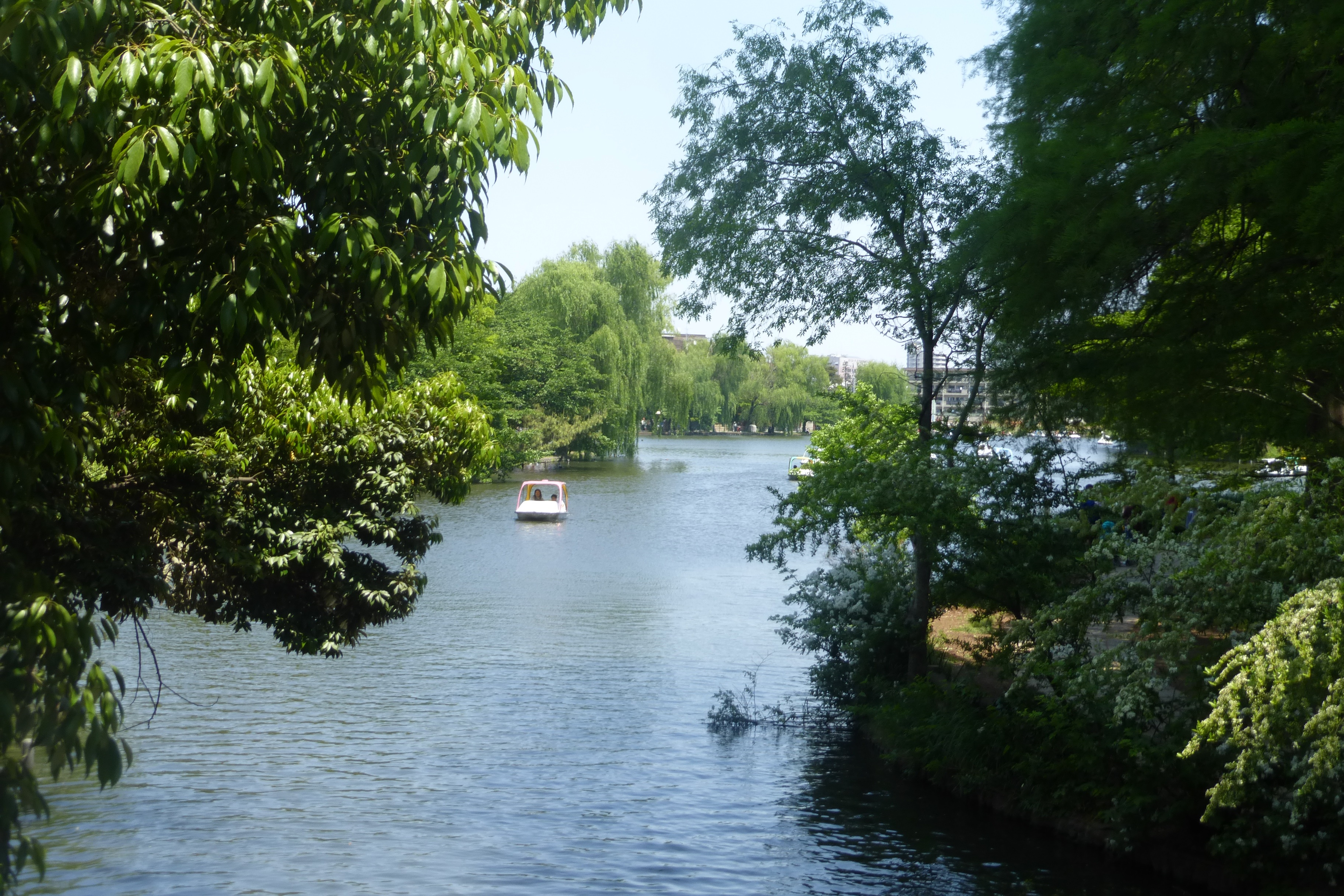
بركة شاكوجي

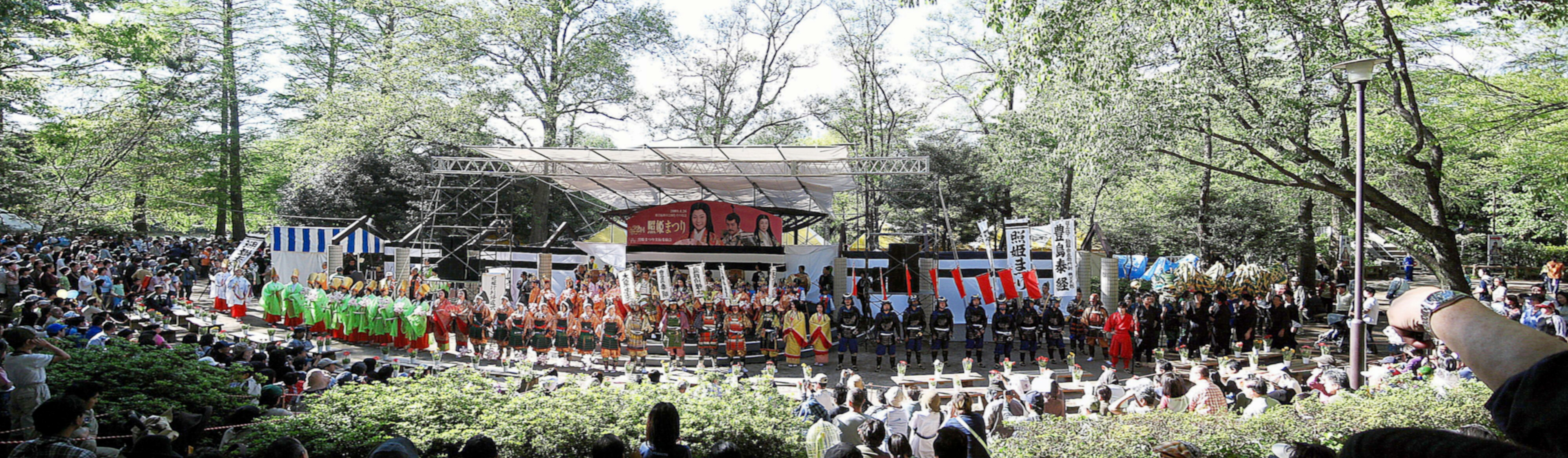
مهرجان تيروهيم

متنزه شاكوجي (باليابانية: 石神井公園) هو منتزه عام في بلدة شاكوجي اليابانية، في جناح نيريما بطوكيو. وهو من أكبر الحدائق في العاصمة.
يحتوي المتنزه بداخله على بركتين هما بركة سانبوجي وبركة شاكوجي والعديد من مزارات الشنتو الصغيرة وبقايا قلعة شاكوجي. ويمتد نهر شاكوجي من الشرق إلى الغرب على مسافة قصيرة جنوب المنتزه. ويقال إن البرك تشكلت بشكل طبيعي من تدفق المياه الجوفية من بركة موساشينو-داي الواقعة على بعد مسافة قصيرة. ومع ذلك، على مر السنين، تقلصت البرك ببطء، ومن أجل الحفاظ على مشهد الحديقة واستخداماتها الترفيهية، تم تركيب أنظمة من صنع الإنسان لضخ المياه إلى البرك.
يعود تاريخ أطلال القلعة إلى فترة كاماكورا (1185-1333)، أو قبل ذلك، وبالتالي فمن المعروف أن الموقع كان قيد الاستخدام، ويعتبر ذا أهمية استراتيجية، لعدة قرون. كانت القلعة مقر إقامة عشيرة توشيما من الساموراي، التي حكمت المنطقة المحيطة بها في القرنين الرابع عشر والخامس عشر. جاء تدمير العشيرة إلى حد كبير على يد أوتا دوكان، الذي كان مسؤولاً عن بناء قلعة إيدو. وترتبط به العديد من الآثار والمزارات الموجودة في المنطقة.
وفي القرن العشرين، أصبحت موقعًا شهيرًا لمراقبة الطيور والتنزه والاسترخاء، وتم إنشاؤها رسميًا كمتنزه عام في عام 1959.
بالإضافة إلى شهرتها بين السكان المحليين، يتمتع المتنزه بشهرة واسعة في جميع أنحاء طوكيو. يعد شاكوجي بوند موقعًا مشهورًا للبرامج التلفزيونية والأفلام لتصوير مشاهد ركوب القوارب، وغالبًا ما تتم رؤية المتنزه أو بركته في المانغا والأنمي وغيرها من إنتاجات الثقافة الشعبية. تدور أحداث قصة رانما ½ لروميكو تاكاهاشي في جناح نيريما، وهناك عدد من حلقات المانغا/الأنمي التي تزور فيها الشخصيات الحديقة.